# Réseau des aires protégées d'Afrique centrale
 (juin 2016).
Si vous disposez d'ouvrages ou d'articles de référence ou si vous connaissez des sites web de qualité traitant du thème abordé ici, merci de compléter l'article en donnant les références utiles à sa vérifiabilité et en les liant à la section « Notes et références ».
Le Réseau des aires protégées d'Afrique centrale, ou RAPAC, est un organisme qui s'occupe des aires protégées en Afrique centrale, essentiellement dans la Forêt du Bassin du Congo (République du Cameroun, République du Congo, Guinée équatoriale, République du Tchad, São Tomé, République démocratique du Congo, République centrafricaine, Gabon).
Le Réseau des aires protégées d’Afrique centrale (RAPAC) vise à l’amélioration de l’état et de la gestion des aires protégées de l’espace de la Commission des forêts d’Afrique centrale (COMIFAC) ainsi qu’à leur valorisation. Dans ce cadre, il contribue à la collecte des données sur la biodiversité et des données socioéconomiques dans le contexte de la mise en place de l’Observatoire des forêts d’Afrique centrale (OFAC).
La stratégie adoptée par le RAPAC pour atteindre ses objectifs consiste à choisir quelques sites pilotes de démonstration, réservoirs de la biodiversité, laboratoires du changement climatique et instruments de planification de l’espace dans chacun des huit pays membres.
Le Réseau compte actuellement 82 aires protégées, parmi lesquelles 33 sites pilotes dont 6 réserves de biosphères reconnues au titre du Programme MAB de l’Unesco et 8 classées sur la Liste du Patrimoine Mondial. Pour la mise en œuvre de son plan d’action, le RAPAC développe une collaboration étroite avec des partenaires intéressés et impliqués dans la conservation de la biodiversité. 

## Projets

### Les aires protégées, outils d’adaptation et d’indicateurs aux changements climatiques
Le projet pilote Les aires protégées, outils d’adaptation et d’indicateurs aux changements climatiques répond aux objectifs du RAPAC pour la mise en œuvre de son programme sur la Gestion de l’information environnementale et la communication sur les aires protégées. Le RAPAC souhaite se concentrer sur ces sites en vue d’élever la qualité de leur gestion au niveau des standards internationaux et d’en faire à terme des centres d’excellence. Le projet est préparé en collaboration avec L'Institut de recherche sur les écosystèmes forestiers (IFER). 
- Objectifs de l’étude

L’étude a pour objectif d’étudier l’impact du Changement climatique sur les sites pilotes sélectionnés. Pour cela, il s’agira de cartographier et d’analyser la biodiversité et de la suivre dans le temps. Des études de la structure de la forêt permettront de mieux comprendre son fonctionnement. En même temps, le calcul du carbone stocké dans la biomasse doit être établi pour montrer en quoi les aires protégées jouent un rôle important pour la réduction du CO2 atmosphérique. Les données récoltées seront donc analysées afin d’identifier des indicateurs de changement climatique. Puis il sera possible de modéliser l’action du climat pour faire comprendre aux gestionnaires des sites pilotes les effets du changement climatique et développer des outils d’aide à la décision reproductibles sur les autres sites pilotes. Les données seront aussi utilisables pour d’autres projets du REDD.
- Méthodologie du projet

La collecte des données va être effectuée selon une méthode d’échantillonnage stratifié d’après les types de milieux. Des placettes permanentes seront établies : on effectuera la cartographie des entités étudiées (arbre, bois mort, rivière, etc.), les mesures dendrométriques et la collecte des données sur les écosystèmes. Les mesures seront effectuées par la technologie Field-Map. Comme chaque placette et chaque entité seront localisées, il sera possible de les retrouver à
l’avenir et d’effectuer de nouveau les mesures – ainsi la croissance, le dépérissement, les relations mutuelles, la migration des espèces, etc. pourront être étudiés. Toutes les données seront récoltées en un seul passage sur le terrain (gain de temps). Les données seront directement structurées dans une base de données et donc homogènes entre les différents sites pilotes.